# Balmain Tigers
Die Balmain Tigers waren ein australischer Rugby-League-Verein aus Sydney. Mit elf Meistertiteln zählten die in orangefarbenen Trikots antretenden Tigers zu den erfolgreichsten Teams in der New South Wales Rugby League Premiership. 1999 fusionierte der Club mit den Western Suburbs Magpies zu den Wests Tigers.

## Geschichte
Die Balmain Tigers zählten im Jahr 1908 zu den Gründungsmitgliedern der New South Wales Rugby Football League (NSWRFL). Schon bald avancierten sie zu einem absoluten Topteam und gewannen allein zwischen 1915 und 1920 fünf Meisterschaften. Ihre letzte "Goldene Ära" durchlebten die Tigers mit fünf aufeinanderfolgenden Teilnahmen am Grand Final zwischen 1944 und 1948, von denen man drei siegreich beenden konnte. 1969 gelang der letzte Titelgewinn als eigenständiger Verein. 1988 und 1989 konnte man nochmals ins Grand Final einziehen, bevor man in den 1990er Jahren einen sportlichen Absturz erlebte. Insgesamt gewann Balmain elf Meisterschaften und neun Vize-Meisterschaften. 1999 erfolgte die Fusion mit den Western Suburbs Magpies.

## Erfolge
- Meisterschaften (11): 1915, 1916, 1917, 1919, 1920, 1924, 1939, 1944, 1946, 1947, 1969
- Vize-Meisterschaften (9): 1909, 1936, 1945, 1948, 1956, 1964, 1966, 1988, 1989
- Minor Premierships (7): 1915, 1916, 1917, 1919, 1920, 1924, 1939